# ФК Орландо Сити
Орландо Сити (енгл. Orlando City SC) је амерички фудбалски клуб из Орланда, Флорида. Наступа у Источној конференцији МЛС лиге. 